# Scuola Internazionale di Liuteria
La Scuola Internazionale di Liuteria è un istituto tecnico fondato a Cremona nel 1938. Molto celebre per essere la scuola d'eccellenza nel campo della liuteria tradizionale cremonese e fa parte dell'Istituto "Antonio Stradivari" con sede nello stesso indirizzo. La scuola è aperta a tutti i futuri liutai, quindi non solo agli alunni che hanno terminato la scuola media ma anche a persone di qualsiasi età.